# グエン・ホアン・ナン
グエン・ホアン・ナン（ベトナム語：Nguyễn Hoàng Ngân / 阮黃銀、1984年10月21日 - ）は、ベトナムの空手家。ハノイ出身。
2008年の世界空手道選手権大会や2009年のワールドゲームズの女子個人形で優勝している。